# Церква Святої Тройці (Татаринці)
Церква Святої Тройці в Татаринцях — парафія і храм Лановецького благочиння Тернопільської єпархії Православної церкви України в селі Татаринці Кременецького району Тернопільської области.
Оголошена пам'яткою архітектури місцевого значення (охоронний номер 1627).

## Історія церкви
На місці сучасного храму Святої Трійці в XVII столітті був заснований монастир, якому належало село Татаринці та ще п'ять сусідніх сіл. За переказами, озвученими власником села Карлом Кугальським у XIX столітті, засновниками монастиря були православні князі Лев і Марія, поховані пізніше під престолом старої церкви.
Монастир став жертвою набігів татар, які спалили та пограбували святиню. Від храму залишилися лише дві стіни, на яких мешканці відбудували церкву. Її знову перебудували у 1751 році. Під час робіт знайшли багато людських черепів та кісток.
За іншими джерелами, церква була збудована у 1871 році на місці спаленого монастиря. На місці старого престолу звели капличку, а у 1904 році добудували дзвіницю.
Старожили розповідають, що з монастиря вів підземний хід, який виходив на Лису гору в Якимівцях.
За радянських часів Свято-Троїцька церква продовжувала діяти. До її парафії належали села Якимівці, Затірці та Гриньківці.

## Парохи
- о. Володимир Новоженець (з ?).